# Henning Rischbieter
Henning Rischbieter (* 22. März 1927 in Hannover; † 22. Mai 2013 in Berlin) war ein deutscher Theaterwissenschaftler, Theaterkritiker und Publizist.

## Leben
Rischbieter wuchs auf im sozialdemokratisch geprägten Milieu von Hannover-Linden. Otto Rischbieter war ein Onkel von ihm. Eingezogen als Luftwaffenhelfer, verlor er 1945 in der Schlussphase des Zweiten Weltkriegs seinen linken Arm.
Von 1948 bis 1953 studierte er Geschichte und Germanistik in Göttingen. Anschließend war er zunächst als Lehrer an der Heimvolkshochschule Springe tätig und kam in Hannover als Geschäftsführer der dortigen Volksbühne zum Theater. 1960 gründete er das monatlich erscheinende Theatermagazin Theater heute. Unter seiner Herausgeberschaft (bis 1997) entwickelte sich Theater heute neben Theater der Zeit in der DDR zu einem der wichtigsten Theaterperiodika im deutschsprachigen Raum. Als Kritiker schrieb Rischbieter regelmäßig für das Fachmagazin. Von 1977 bis 1995 hatte er eine Professur für Theaterwissenschaft an der Freien Universität in Berlin.
1999 erhielt Rischbieter den Theaterpreis Berlin.
Zu seinen wichtigsten Arbeiten als Autor gehören Monographien über die Dramatiker Bertolt Brecht, Maxim Gorki und Peter Weiss. Er war außerdem Herausgeber eines Theaterlexikons. Rischbieter, seit 1994 Mitglied der Berliner Akademie der Künste, erhielt 2013 posthum den Preis des Internationalen Theaterinstituts. Er war Ehrenmitglied der Dramaturgischen Gesellschaft.
Rischbieter lebte in Hannover, Wunstorf und Berlin. Legendär war sein Theaterschlaf, dem er sich ohne Einschränkung des kritischen Blicks hingeben konnte, wie der Theaterkritiker Gerhard Stadelmaier in der FAZ bezeugte. In Shakespeares König Lear in der Berliner Inszenierung von Thorsten Lensing stand Rischbieter als Gloster 2002 selbst auf der Bühne.

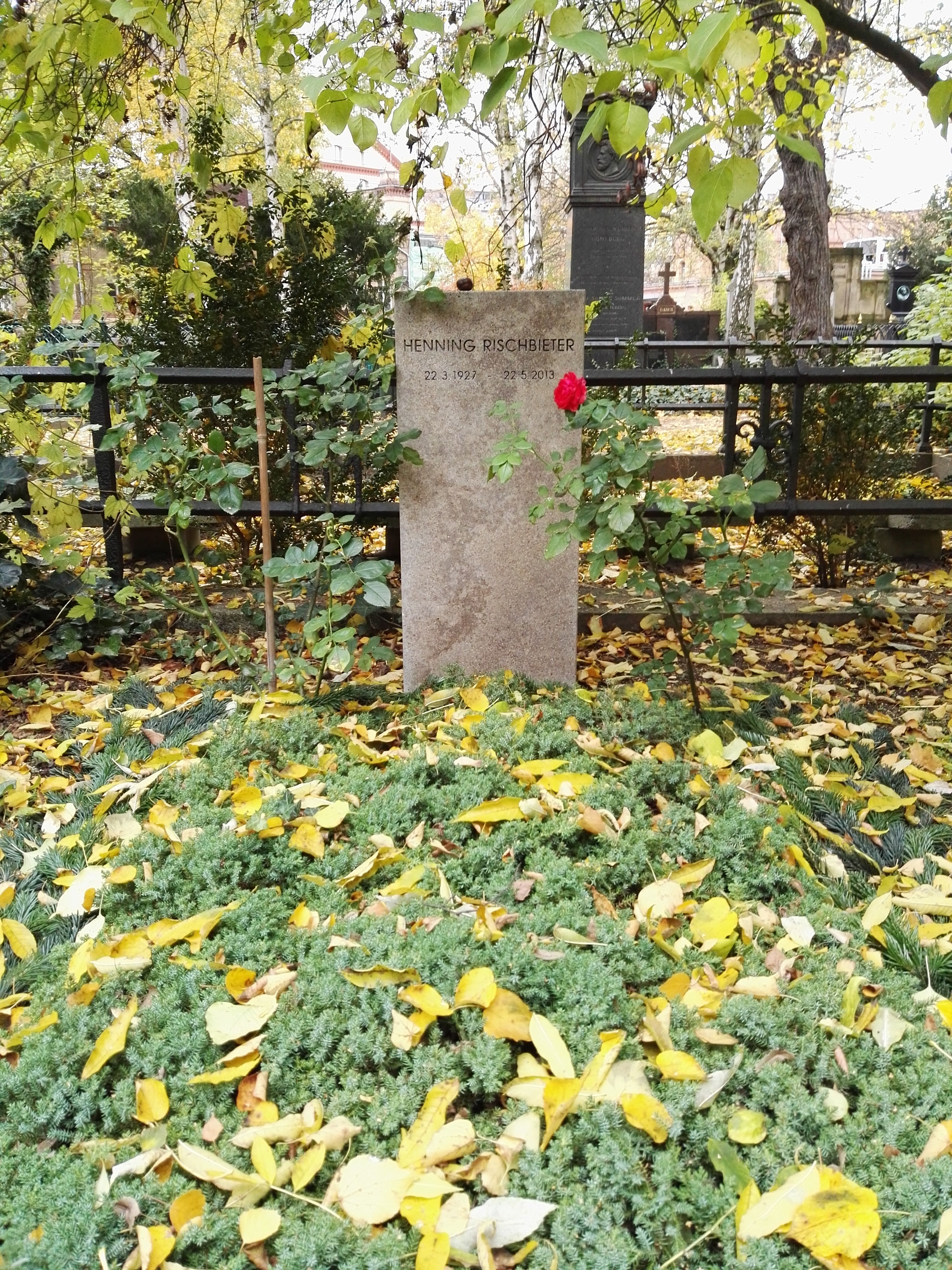
Grabstätte

Er ist auf dem Friedhof der Dorotheenstädtischen und Friedrichswerderschen Gemeinden in Berlin-Mitte bestattet.

## Werke (Auswahl)
- Hannoversches Lesebuch, oder: Was in und über Hannover geschrieben, gedruckt und gelesen wurde,
  - Band 1: 1650 - 1850, 3. Auflage, Hannover: Schlütersche, 1986, ISBN 3-87706-039-0
  - Band 2: 1850 - 1950, 2. Auflage, Hannover: Schlütersche, 1991, ISBN 3-87706-359-4
- (Hg.), Thomas Eicher, Barbara Panse, Henning Rischbieter: Theater im »Dritten Reich«. Theaterpolitik, Spielplanstruktur, NS-Dramatik, Seelze-Velber 2000, ISBN 3-7800-0117-9.